# Молочай гострий
Молочай гострий, молочай глянсуватий (Euphorbia esula) — вид трав'янистих рослин з родини молочайних (Euphorbiaceae), який зростає на Азорських островах і в Євразії від Португалії до Японії й Кореї.

## Опис
Багаторічна рослина 20–70 см завдовжки. Стебла з б. м. розвиненими безплідними гілочками, як і листки, голі, але біля основи — дрібно опушені. Коробочка тригонально-куляста, 5–6 × 5–6 мм, з 3 вертикальними борознами. Насіння яйцеподібно-кулясте, 2.5–3 × 2–2.5 мм, жовто-коричневе.

## Поширення
Вид зростає на Азорських островах і в Євразії від Португалії до Японії й Кореї; натуралізований у Північній Америці, Данії, Норвегії, Великій Британії.
В Україні зростає на луках і трав'янистих схилах, уздовж доріг — може бути знайдений в західному Лісостепу або Закарпатті. Бур'ян.

## Галерея

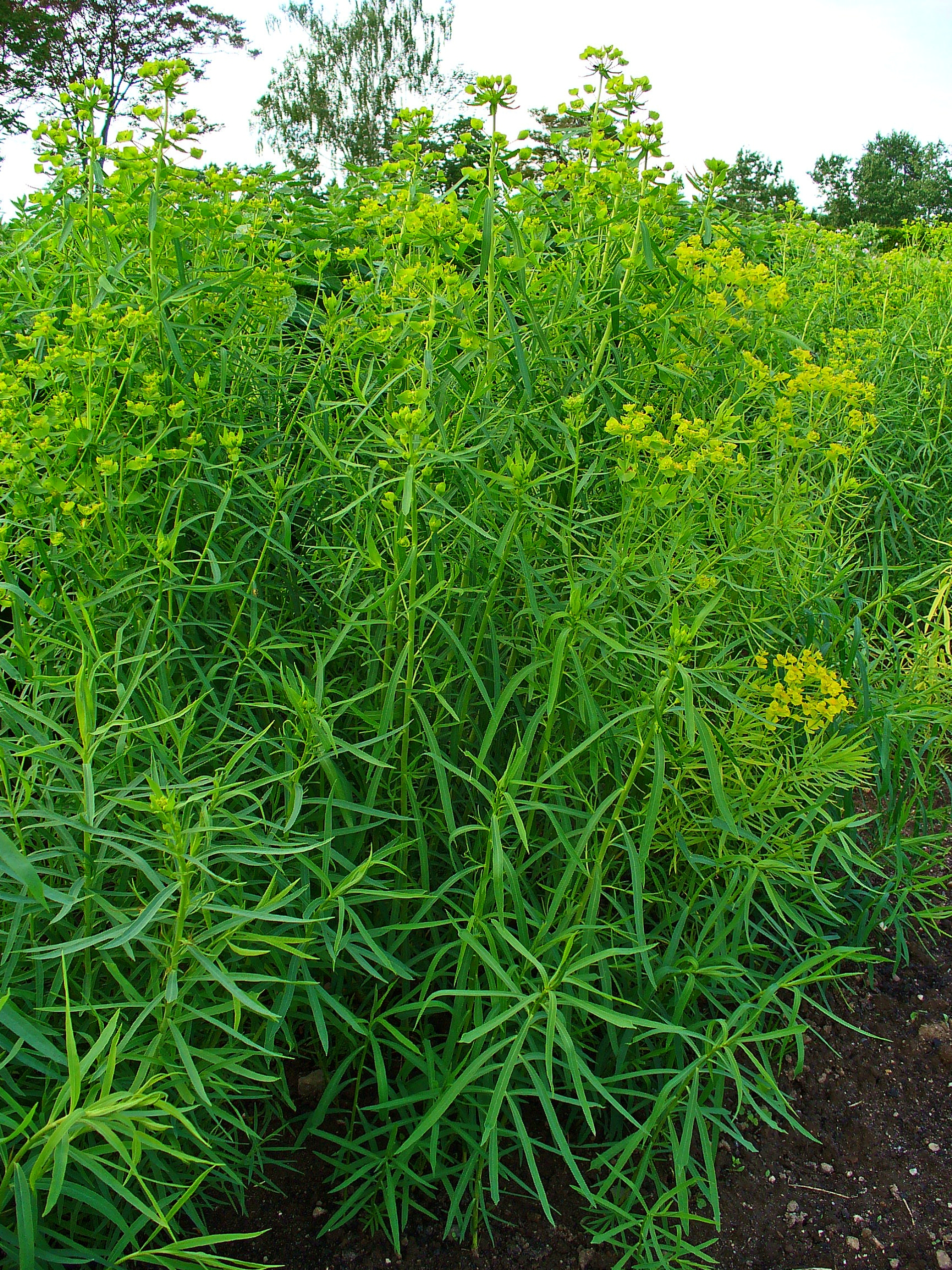
рослини
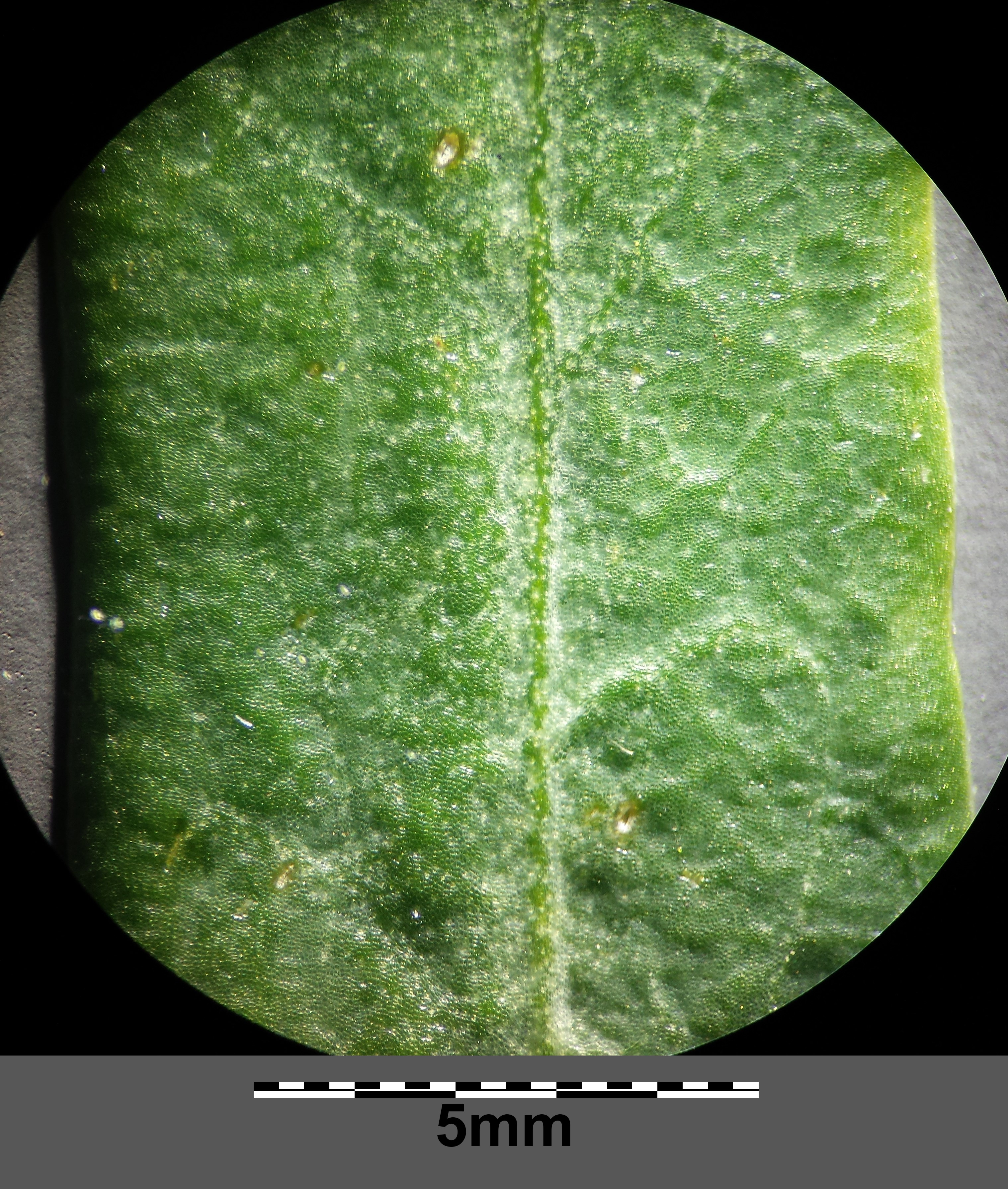
поверхня листка
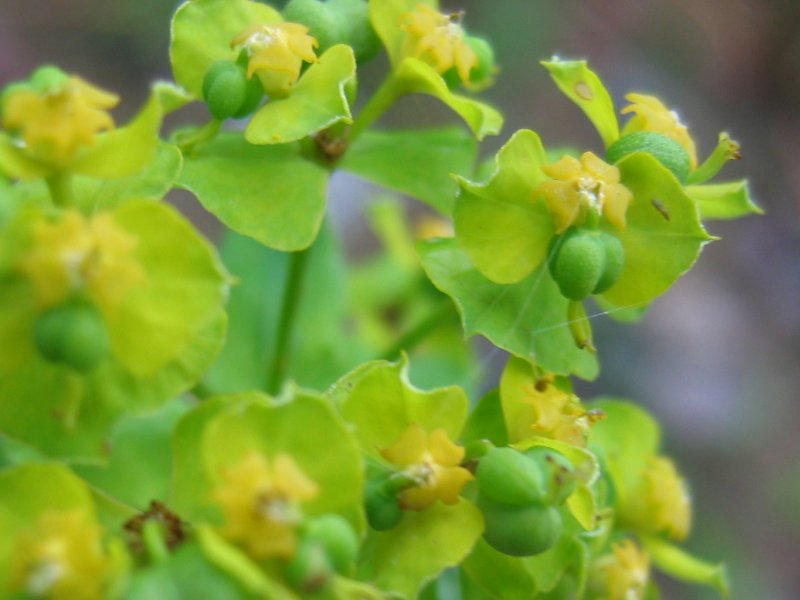
квіти й незріле насіння
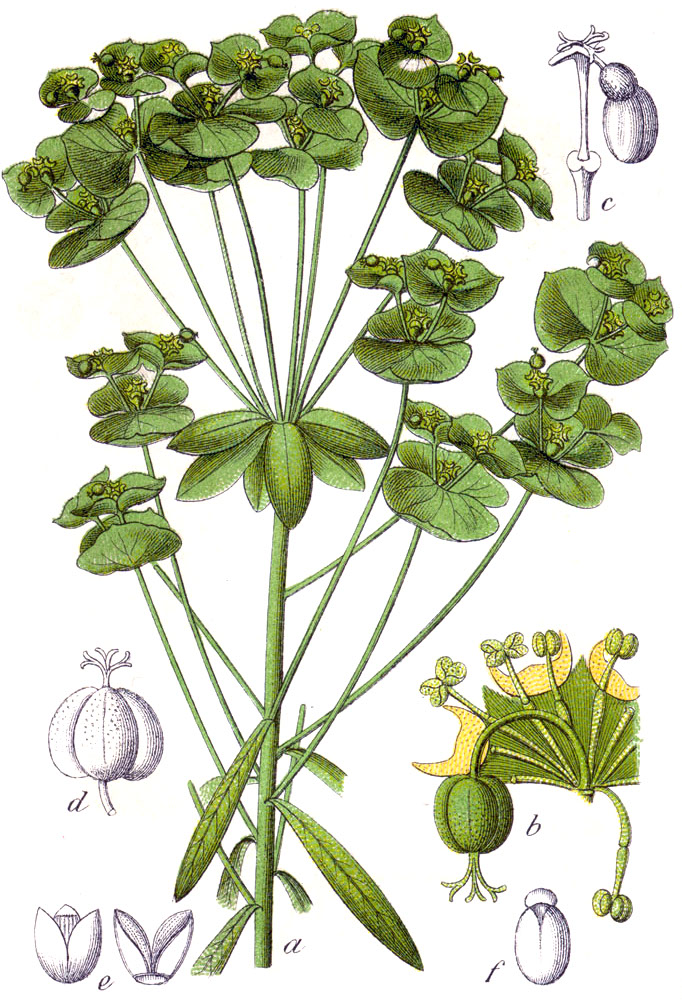
ілюстрація